# Paleis van de Grote Raad

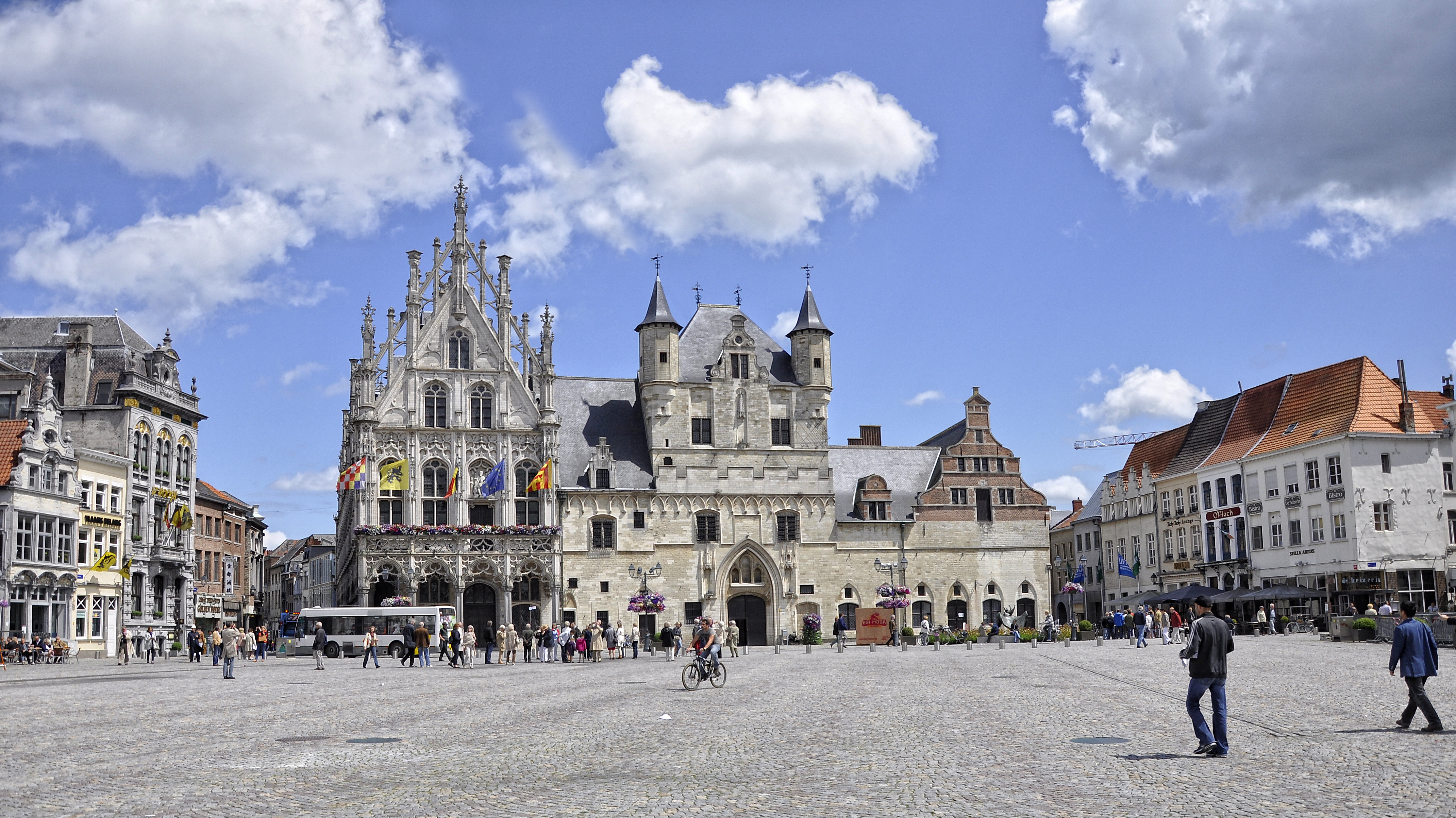
Het Paleis van de Grote Raad (waarin de Grote Raad nooit zetelde) aan de linkerzijde van het stadhuis van Mechelen

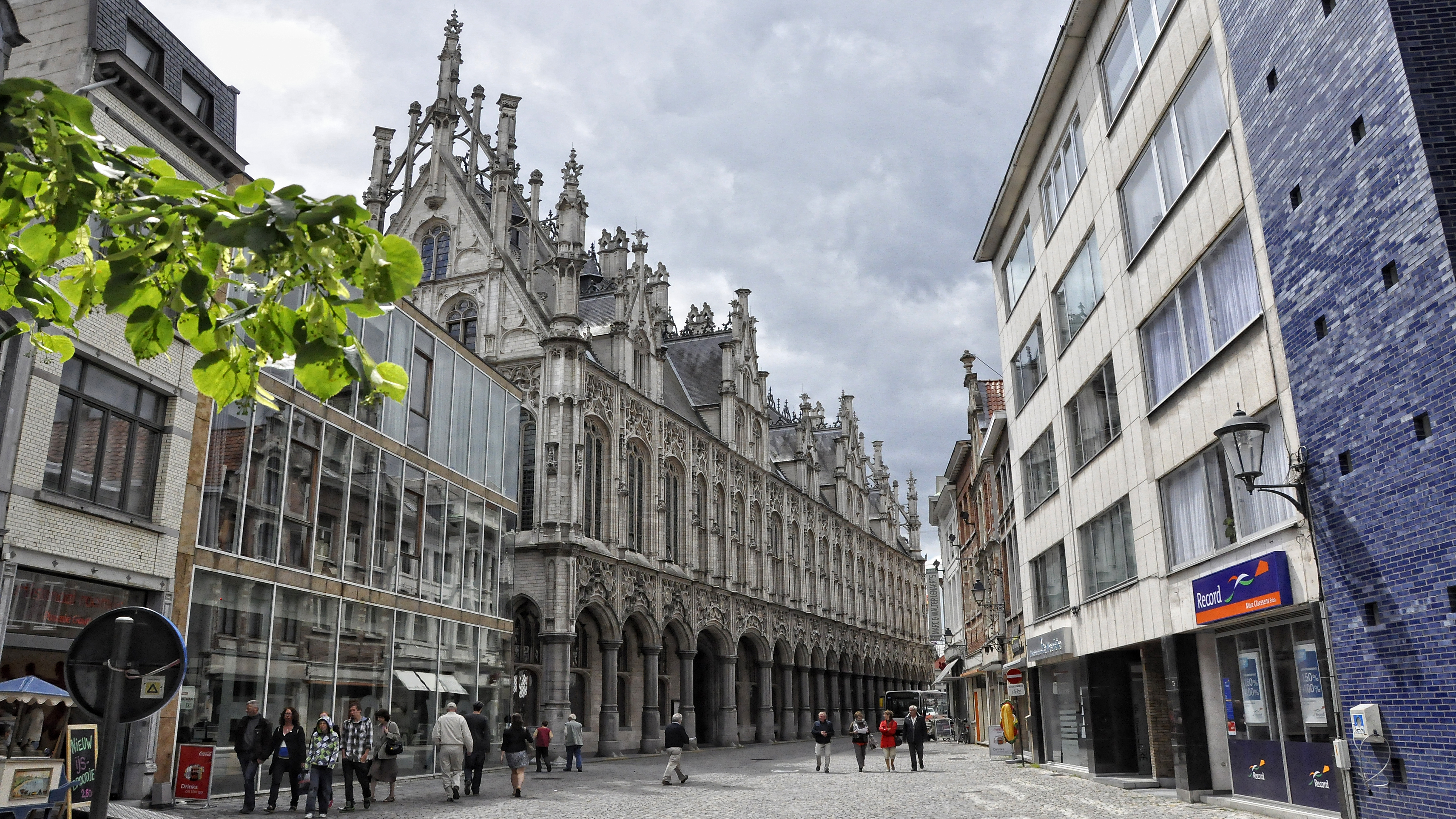
De noordelijke zijde van het gebouw in de Befferstraat

Het Paleis van de Grote Raad is een gebouw in de Belgische stad Mechelen dat deel uitmaakt van het Stadhuis van Mechelen. 
Het paleis werd gebouwd in 1526 door Rombout II Keldermans om er de Grote Raad van Mechelen in onder te brengen. Het gebouw werd echter nooit afgewerkt; geldnood belette om het af te werken voorbij het gelijkvloers en de Grote Raad kreeg andere locaties in Mechelen. Dit gebouw bleef onafgewerkt gedurende bijna 400 jaar. Tussen 1900-1911 werd het uiteindelijk dan toch, onder leiding van de architecten Van Boxmeer en Langerock, volgens de oorspronkelijke 16e-eeuwse plannen voltooid en het werd dus in neogotische stijl ingericht .
In het paleis vindt men een rijke trouw-, raad- en kolommenzaal en een 16e-eeuws wandtapijt dat de slag bij Tunis weergeeft.